# Szczerklina piaskowa
Szczerklina piaskowa (Ammophila sabulosa) – gatunek błonkówki z rodziny grzebaczowatych (Sphecidae).

## Opis

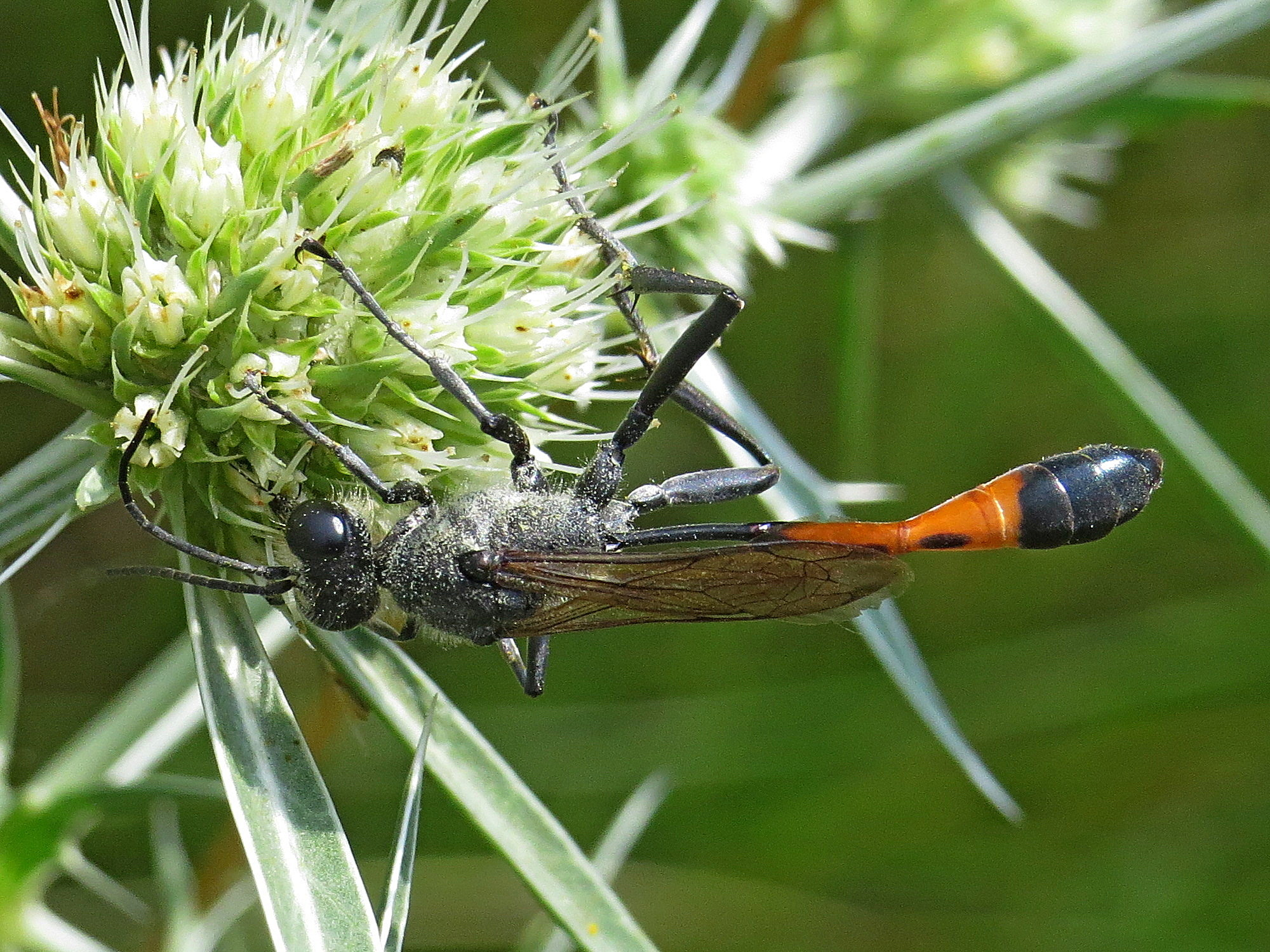
Samiec

Błonkówka o wydłużonym, smukłym ciele.  Długość ciała samicy 16-24 mm, samca 14-19 mm. Ubarwienie ma czarne, z wyjątkiem środkowej – czerwonej – części odwłoka; u samców w tym miejscu obecna jest także podłużna, czarna plamka. Odnóża długie, przystosowane do kopania w sypkiej, piaszczystej glebie. Czułki sięgają przynajmniej do połowy tułowia. Skrzydła ciemne, przezroczyste. Oczy duże, zajmują znaczną część głowy. Pleuryty srebrzyście owłosione.

## Biologia

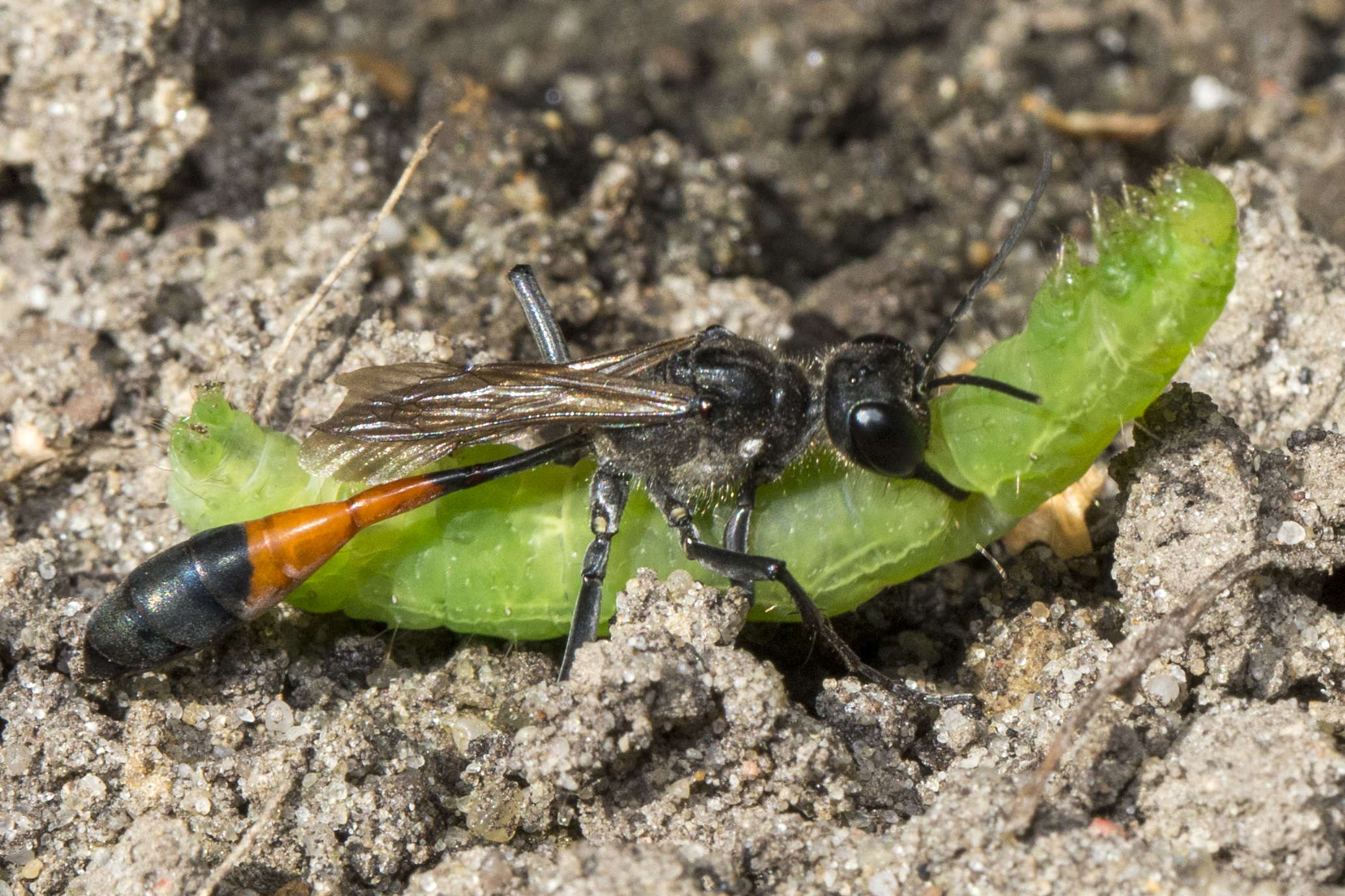
Samica niosąca gąsienicę do gniazda

Obserwowane od maja do października, na łąkach, ugorach, a także otwartych terenach piaszczystych, na których zakładają swoje gniazda, w postaci wygrzebanych w ziemi kilkucentymetrowych korytarzy z komorą lęgową na końcu. Samica przystępuje do ich budowy po kopulacji. Następnie, rozpoczyna polowanie na gąsienice stanowiące pokarm dla larw. Ofiarami bywają zazwyczaj gąsienice sówkowatych (Noctuide), często większe i cięższe od samych szczerklin. Błonkówka unieruchamia gąsienice, paraliżując użądleniem w zwój nerwowy, a następnie transportuje do wcześniej przygotowanej norki. Ofiary przytrzymuje za pomocą masywnych żuwaczek oraz przedniej pary odnóży. Niesie je brzuszną stroną ciała skierowaną do góry, zawsze po ziemi, w odróżnieniu od samic szczekliny gąsienicówki (Ammophila pubescens) i szczerkliny rośliniarkówki (Ammophila campestris), które transportują upolowaną ofiarę w powietrzu. Magazynowane w norce gąsienice pozostają żywe, w celu zapewnienia larwie świeżego dostępu do pożywienia. Po złożeniu jaja na ciele gąsienicy samica szczerkliny piaskowej maskuje otwór wejściowy do gniazda kilkoma małymi kamykami i piaskiem, a później odlatuje. Jedna szczerklina potrafi wykopać do 10 gniazd. Często dochodzi do pasożytnictwa lęgowego lub kleptopasożytnictwa; samice składają własne jaja w norkach wykopanych przez inne lub wykradają z nich schwytane wcześniej gąsienice. Larwy zwykle bardzo szybko się wylęgają, w ciągu kolejnych 10 dni osiągają rozmiary pozwalające im na skonstruowanie kokonu i przejście w stadium poczwarki. Po kolejnych kilkunastu dniach pojawiają się imagines. Gatunek ten może mieć więcej niż jedno pokolenie w ciągu roku; zimujące poczwarki przeobrażają się do końca maja następnego roku. Imagines żywią się nektarem.

## Występowanie
Gatunek palearktyczny. Rozpowszechniony w całej Europie, rzadszy na południowym wschodzie kontynentu. W Azji zasięg występowania ma kończyć się na rosyjskim Dalekim Wschodzie i Japonii.
W Polsce uznawany za gatunek bardzo pospolity. Występuje w całym kraju.